# 口吉川町保木
口吉川町保木（くちよかわちょうほき）は、兵庫県三木市の大字。旧・美嚢郡口吉川村大字保木。郵便番号は673-0742。

## 地理
口吉川地区の中央部に位置している。東側は口吉川町南畑・西側は口吉川町東・南側は細川町中里・北側は口吉川町殿畑、口吉川町殿畑と接する。

## 歴史
播磨国風土記によれば吉川大刀自神の世話人役の「祝人」が住んでいた地であることから名付けられたとあり、後に「祝人」は「保木」があてられた。

### 沿革
- 1954年6月1日 - 三木市を新設し、美嚢郡口吉川村大字保木から三木市口吉川町保木と改称する。

### 字域の変遷
| 実施前                 | 実施年       | 実施後             |
| ---------------------- | ------------ | ------------------ |
| 美嚢郡口吉川村大字保木 | 1954年6月1日 | 三木市口吉川町保木 |

## 世帯数と人口
2022年（令和4年）2月28日現在の世帯数と人口は以下の通りである。
| 町丁         | 世帯数 | 人口 |
| ------------ | ------ | ---- |
| 口吉川町保木 | 23世帯 | 65人 |

## 小・中学校の学区
市立小・中学校に通う場合、学区は以下の通りとなる。
| 番地 | 小学校               | 中学校             |
| ---- | -------------------- | ------------------ |
| 全域 | 三木市立口吉川小学校 | 三木市立星陽中学校 |

## 交通
地内に公共交通機関は通っていない。

## 施設
- 保木公民館